# Турецкое седло
Туре́цкое седло́ — образование в теле клиновидной кости черепа человека в виде углубления, напоминающего по форме седло.

## Анатомия
В центре седла располагается гипофизарная ямка, заключающая гипофиз. Спереди от ямки располагается бугорок седла.
Сзади пространство турецкого седла ограничено спинкой. Спинка седла своими латеральными частями переходит в задние наклонённые отростки. У основания спинки по бокам проходит сонная борозда — борозда заполнена внутренней сонной артерией.

### Топографическая анатомия
Турецкое седло в норме у взрослых имеет сагиттальный (расстояние между двумя наиболее удалёнными точками передней и задней стенок седла) размер 9—15 мм. Вертикальный размер измеряется по перпендикуляру, восстановленному от самой глубокой точки дна до межклиновидной линии, которая соответствует положению соединительнотканной диафрагмы седла и в норме составляет 7—13 мм.
В норме гипофизарная ямка отделена от субарахноидального пространства твёрдой мозговой оболочкой. Эта твёрдая мозговая оболочка называется диафрагмой турецкого седла. В гипофизарной ямке расположен гипофиз. Гипофиз соединён с гипоталамусом ножкой (лат. infundibulum; воронкой) гипофиза. В диафрагме турецкого седла есть отверстие, через которое и проходит эта ножка гипофиза. Над областью турецкого седла частично перекрещиваются зрительные нервы (лат. nervus opticus) и зрительные тракты (лат. tractus opticus) образуя хиазму (лат. chiasma opticum), которая покрыта мягкой мозговой оболочкой и имеет следующие размеры: длина 4—10 мм, ширина 9—11 мм, толщина 5 мм. Хиазма снизу граничит с диафрагмой турецкого седла, сверху (в заднем отделе) — с дном III желудочка мозга, по бокам — с внутренними сонными артериями, сзади — с воронкой гипофиза. Прикрепление диафрагмы, её толщина и характер отверстия подвержены значительным анатомическим вариациям. Диафрагма может быть недоразвитой, с резко увеличенным отверстием, через которое в полость седла в разной степени внедряется супраселлярная цистерна. «Пустое» турецкое седло не следует понимать буквально: оно заполнено ликвором, гипофизарной тканью, иногда в него могут «провисать» хиазма и зрительные нервы. В 80% случаев встречается переднее пролабирование супраселлярной цистерны.
Паутинная оболочка пролабирует в полость турецкого седла через отверстие в диафрагме в том случае, если размер отверстия превышает 5 мм.